# Bjarne Pedersen
 Ikke at forveksle med Bjarne Pedersen (atlet) og Bjarne Pedersen (roer).
Bjarne Pedersen (født 12. juli 1978) er en dansk speedwaykører. Han er vokset op i Ryde nær Holstebro og har kørt speedway fra han var 10 år. Bjarne Pedersen blev fuldtidsprofessionel i 2000.

## Ekstern henvisninger
- Bjarne Pedersens hjemmeside Arkiveret 1. november 2020 hos  Wayback Machine